# Die Reise der Pinguine
Die Reise der Pinguine ist der Debütfilm des französischen Filmemachers und Antarktisforschers Luc Jacquet. Der Tierfilm basiert auf einer Erzählung Jacquets, die er gemeinsam mit Michel Fessler für die Kinoleinwand adaptierte. Der Film wurde 2005 unter anderem von den Filmstudios Bonne Pioche, Canal Plus und Buena Vista International produziert. 2017 folgte Die Reise der Pinguine 2.

## Inhalt
Inhaltlich wird in dem Film die beschwerliche Lebenssituation der Kaiserpinguine in der Antarktis, insbesondere auf den langen Wanderungen zu ihren Brutstätten in dramatischer Weise dokumentiert. Am Ende des antarktischen Sommers ist das Brutgebiet nur wenige hundert Meter vom offenen Wasser entfernt, in dem die Pinguine fressen können. Am Ende des Winters ist das Brutgebiet jedoch über 100 Kilometer vom nächsten offenen Wasser entfernt. Um es zu erreichen, müssen alle Pinguine im fortpflanzungsfähigen Alter diese große Distanz zurücklegen. Sie erhielten menschliche Stimmen und führen Dialoge, in denen sie Gefühle wie Liebe, Mut, Überlebenswillen oder Opferbereitschaft ausdrücken (Anthropomorphismus).

## Rezeption
Der Film gilt wegen seiner religiösen Dimension vor allem in den USA als umstritten. Anhänger fundamentalistischer christlicher Bewegungen sehen in der Passion der Tiere einen Beweispunkt gegen die darwinsche Evolutionstheorie, aber auch für Monogamie und die Existenz Gottes. Naturwissenschaftliche Kritiker weisen dagegen darauf hin, dass Pinguine über ein abwechslungsreiches Sexualleben verfügen, in dem Homosexualität gleichfalls eine Rolle spielt.
Luc Jacquet äußerte dagegen in der französischen Tageszeitung Le Monde, er sei überzeugter Darwinist und wende sich gegen „jede Form des Bekehrungseifers“.
Ein Kritikpunkt zur deutschsprachigen Version war die Übernahme der menschlichen Stimmen der Pinguine, die bei vielen Zuschauern den Eindruck vermittelt, es handele sich hier um einen Kinderfilm. Dies werde auch durch eine auf Effekte setzende Musik unterstrichen. In der englischen Version erhielt der Film eine symphonische Untermalung mit einem zurückhaltenden Kommentar, gesprochen von Morgan Freeman. Die deutschsprachige „Special Edition“ DVD enthält zusätzlich zur synchronisierten Fassung eine Tonspur im Stile einer Dokumentation mit Sky du Mont als Sprecher, die auf Spracheinlagen der Pinguine verzichtet. Die Musik ist gleich; es besteht lediglich ein sachlicher Unterschied: Ein Seeleopard erbeutet ein Pinguinweibchen. In der anthropomorphen Fassung löscht er dadurch auch das Leben des entfernt geschlüpften Kükens aus, das auf die Rückkehr des Weibchens angewiesen ist. In der dokumentarischen Version erwähnt der Sprecher, dass vornehmlich junge, unerfahrene Weibchen Fressfeinden zum Opfer fallen, die kein Ei gelegt haben (bei Kaiserpinguinen herrscht deutlicher Überschuss an weiblichen Tieren). ORF 1 sendete 2007 eine im Stile einer Dokumentation neu vertonte Version.

## Nationaler bzw. internationaler Erfolg
Weltweit erzielte der Film ein Einspielergebnis von rund 127 Millionen Dollar; außerhalb der USA wurden ca. 50 Millionen Dollar eingespielt, in den USA ca. 77 Millionen Dollar, was bis zu diesem Zeitpunkt einen Rekord für Natur-Dokumentationen darstellt. Insgesamt rangiert der Film in seiner Kategorie hinsichtlich der Zuschauerzahlen in den USA auf Platz zwei hinter Michael Moores Dokumentation Fahrenheit 9/11 (Stand: 2008).
Darüber hinaus gilt die Die Reise der Pinguine mit knapp 1,4 Millionen Besuchern als einer der erfolgreichsten Dokumentarfilme in Deutschland.

## Ausstrahlung in Deutschland
Die Free-TV-Premiere erfolgte am 9. April 2007 auf ProSieben. Insgesamt verfolgten 3,54 Millionen Zuschauer bei 10,1 Prozent Marktanteil den Film, in der werberelevanten Zielgruppe waren es 2,09 Millionen Zuschauer bei einem Marktanteil von 14,7 Prozent.

## Kritiken
- „Jacquet wollte keine Dokumentation im Sinne der ethnographischen Sielmann-Filme drehen. Die wahre Reise der Pinguine ist nicht ganz so spektakulär, die Entbehrungen nicht so groß wie im Film dargestellt. Der Filmemacher hatte eine Dramaturgie vorher konzipiert und jede einzelne Szene geplant. So schafft er eine Erzählweise, die zwar in einigen Momenten kitschig wirken mag, seine Wirkung jedoch nicht verfehlt. Als Zuschauer ist man gefesselt, der Transfer auf die menschliche Lebensweise fällt nicht schwer.“ (Der Spiegel)
- „Jaquet überhöht das Geschehen zum ewigen Kreislauf von Leben und Tod. Der Schönheit seiner Bilder wird vieles durch den menschelnden Duktus genommen. Bei Jaquet können Pinguine sprechen – und das ist keine gute Idee.“ (Frankfurter Rundschau)
- „Es sind atemberaubende Bilder, die Jacquets Team eingefangen hat, zum Heulen schön. Nie waren uns Pinguine so nah. Keine Frage: Das sind Wesen wie wir. Nur tapferer, treuer, aufopferungsvoller. Das sagen uns die Bilder. Aber Jacquet mußte ja unbedingt auch die Vögel sprechen lassen.“ (Die Welt)
- „Auffällig ist, dass der Film, der jede Tortur und jedes Scheitern detailverliebt ausschlachtet, gerade beim Liebesspiel der Tiere sehr keusch Zurückhaltung wahrt und auf Distanz bleibt. So entsteht eine vorbildhafte Trias aus Monogamie, Opferbereitschaft und keuscher Zärtlichkeit, an die konservative Zuschauerinteressen vorzüglich andocken können.“ (film-dienst)
- „Mit dem Film ‚Die Reise der Pinguine‘ des französischen Regisseurs Luc Jacquet liegt jetzt eine präzise Dokumentation der Wanderung der Kaiserpinguine vor, die, wie der Erfolg des Films in den US-Kinos zeigt, weit über die Kreise hinaus wahrgenommen wird, die solche Filme sonst erreichen. Das ist kein Zufall: Jacquet ist nicht nur ein erfahrener Feldforscher und Verhaltensbiologe – er ist auch ein ausgezeichneter Kameramann und Naturfotograf. Und nicht zuletzt kommt er, in einem zweifachen Sinn, aus dem ‚richtigen‘ Land.“ (Welt am Sonntag)
- „Formal überzeugt der Film durch bisweilen surreale Bildkompositionen, diese merkwürdig unberührten Eislandschaften, die eher Ruhe und Ausgeglichenheit, kaum aber harte Überlebenskämpfe vermuten lassen, das bezaubernde visuelle Spiel aus kalt-gleißendem Licht, diese täuschende Sonne und die bizarren Wechsel aus schwermütigem Opal und unbarmherzigem Azur. Und durch die Musik. Gottlob wurde keine schwülstige Orchestrierung dem Kampf der Pinguine unterlegt. Die Französin Emilie Simon lieferte Score und Lieder, die bisweilen an Björk, Stina Nordenstam oder Portishead erinnern und in ihrer Spielfreude und Fragilität ein faszinierendes Kunstwerk abrunden.“ (playerweb.de)
- „Jacquet hat in der Eiswüste überwältigend schöne, berührende und manchmal auch verstörende Einstellungen gefunden […] Vielleicht hätte Jacquets fragwürdiges Unternehmen sogar irgendwie glücken können. Nur betreibt Jacquet leider auf der Tonspur einen rücksichtslosen Prozess der Selbstzerstörung seiner Arbeit. Das beginnt bei der schauderhaften Musik und den törichten Songs […] Die Zerstörung steigert sich mit den Sprechern der Off-Texte [...:] ‚Sind alle da?‘, […] als wäre man im Kasperltheater.“ (Süddeutsche Zeitung)

## Auszeichnungen
- Oscarverleihung 2006
  - Bester Dokumentarfilm
- London’s Favourite French Film 2005